# Masters de Hong Kong de 2017
El Masters de Hong Kong de 2017 (conocido en inglés como 2017 Hong Kong Masters) fue un torneo de snooker, profesional y de invitación, que se celebró en el estadio Reina Isabel de la región asiática entre el 20 y el 23 de julio de 2017.
Neil Robertson derrotó a Ronnie O'Sullivan en la final (6-3) y se proclamó campeón del torneo.

## Resultados

### Cuadro de la fase final
Recalcado en negrita figura el ganador de cada partido:
|  | cuartos de final (mejor de 9) | cuartos de final (mejor de 9) |                |   | semifinales (mejor de 11) | semifinales (mejor de 11) |  |  | final (mejor de 11) | final (mejor de 11) |
|  |                               |                               |                |   |                           |                           |  |  |                     |                     |
|  |                               |                               |                |   |                           |                           |  |  |                     |                     |
|  |                               |                               |                |   |                           |                           |  |  |                     |                     |
|  | Mark Selby                    | 3                             |                |   |                           |                           |  |  |                     |                     |
|  | Mark Selby                    | 3                             |                |   |                           |                           |  |  |                     |                     |
|  | Neil Robertson                | 5                             |                |   |                           |                           |  |  |                     |                     |
|  | Neil Robertson                | 5                             | Neil Robertson | 6 |                           |                           |  |  |                     |                     |
|  |                               |                               | Neil Robertson | 6 |                           |                           |  |  |                     |                     |
|  |                               | Marco Fu                      | 4              |   |                           |                           |  |  |                     |                     |
|  | Barry Hawkins                 | Marco Fu                      | 4              | 3 |                           |                           |  |  |                     |                     |
|  | Barry Hawkins                 |                               |                | 3 |                           |                           |  |  |                     |                     |
|  | Marco Fu                      | 5                             |                |   |                           |                           |  |  |                     |                     |
|  | Marco Fu                      | 5                             | Neil Robertson | 6 |                           |                           |  |  |                     |                     |
|  |                               |                               | Neil Robertson | 6 |                           |                           |  |  |                     |                     |
|  |                               | Ronnie O'Sullivan             | 3              |   |                           |                           |  |  |                     |                     |
|  | Judd Trump                    | Ronnie O'Sullivan             | 3              | 5 |                           |                           |  |  |                     |                     |
|  | Judd Trump                    |                               |                | 5 |                           |                           |  |  |                     |                     |
|  | Shaun Murphy                  | 3                             |                |   |                           |                           |  |  |                     |                     |
|  | Shaun Murphy                  | 3                             | Judd Trump     | 5 |                           |                           |  |  |                     |                     |
|  |                               |                               | Judd Trump     | 5 |                           |                           |  |  |                     |                     |
|  |                               | Ronnie O'Sullivan             | 6              |   |                           |                           |  |  |                     |                     |
|  | John Higgins                  | Ronnie O'Sullivan             | 6              | 4 |                           |                           |  |  |                     |                     |
|  | John Higgins                  |                               |                | 4 |                           |                           |  |  |                     |                     |
|  | Ronnie O'Sullivan             | 5                             |                |   |                           |                           |  |  |                     |                     |
|  | Ronnie O'Sullivan             | 5                             |                |   |                           |                           |  |  |                     |                     |

## Centenas
Los jugadores consiguieron amasar un total de nueve centenas; la más alta, de 143, fue obra de O'Sullivan.
- 143, 128, 126 — Ronnie O'Sullivan
- 136, 100 — Judd Trump
- 132, 103 — Marco Fu
- 108, 100 — Neil Robertson